# Мартинес, Урсула
Урсула Мартинес (англ. Ursula Martinez, род. 13 октября 1966, Великобритания или Лондон) — иллюзионист, актриса, писатель.

## Биография
Родилась в семье мексиканца и англичанки. Стала популярна после перформанса, сочетающего элементы иллюзионизма и стриптиза, продемонстрированного ею в 2006 году на фестивале Juste pour rire в Монреале. За свой перформанс «Hanky Panky» была награждена премией La Clique. Её кабаре-шоу «My Stories, Your Emails» также получило известность. Участвовала в сольном гастрольном туре с кабаре-программой «Бесплатный вход».
|  | Театральные представления Мартинес выглядят обманчиво простыми; они, может казаться, запутывают, но это - способ, который позволяет Мартинес проводить очень сложные исследования действительности и вымысла, автобиографии и нереальности, и саму природу идентичности, прежде всего - её собственной. — The Guardian, 11 октября 2006 года. |

 Была соавтором сценария (совместно с реж. Вито Рокко) документального фильма «Venkel’s Syndrome», вышедшего на экраны в 2001 году.